# Radomir (hora)
Radomir (bulharsky Радомир, řecky Καλαμπάκα/Kalabaka) je výrazná hora na bulharsko-řeckých hranicích, s nadmořskou výškou 2031 m nejvyšší hora pohoří Belasica. S prominencí 1595 metrů patří mezi tzv. ultraprominentní vrcholy (ultra-prominent peaks), které jsou v Bulharsku celkem 4 (ještě Musala, Vichren a Botev) a v Řecku jich je 18, viz seznam ultraprominentních vrcholů v Evropě.

## Název
Hora je pojmenována po bulharském carovi Gabrielovi Radomírovi († 1015), který se zúčastnil bitvy u Belasice během byzantsko-bulharských válek.

## Přístup

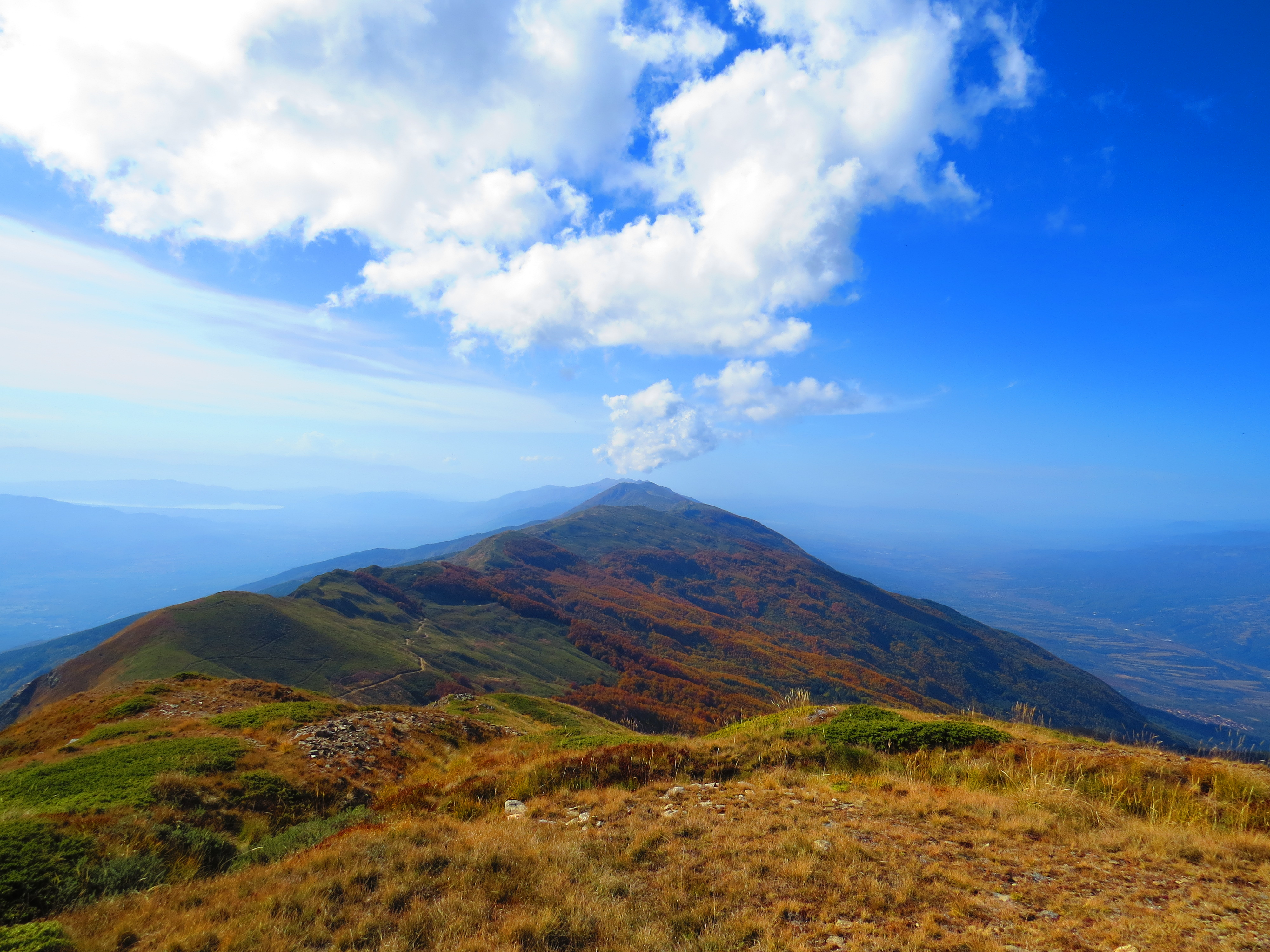
Výhled z vrcholu na západ

Radomir je přístupný z bulharské i řecké strany. Z bulharské strany vede cesta z vesnice Samuilovo (5 hodin na vrchol, s převýšením 1700 metrů) a z řecké strany z vesnice Mandraki (6 hodin, převýšení 1900 metrů).